# 科卢纳
科卢纳是巴西米纳斯吉拉斯州的一个市镇。总面积347.1平方公里，总人口9559人，人口密度27.5人/平方公里。